# Styggforsen
Styggforsen ett vattenfall i Styggforsån norr om Rättvik (Boda) i Dalarna.
Fallet är 36 meter högt och bildar en djup klyfta i berggrunden. Ingmar Bergmans film Jungfrukällan spelades in vid fallet. Vid fallets fot finns en grotta, "Trollhålet".
1996 bildades ett naturreservat på 12 hektar kring fallet. Reservatet ingår i Natura 2000. Förutom geologiska värden innehåller reservatet naturvärden i form av lavar, mossor och vissa insekter som gynnas av den fuktiga miljön.
På den brantåsbildning som kallas Getryggen växer den sällsynta orkidén purpurknipprot. Andra sällsynta växter som finns är dvärghäxört, skuggviol och spindelblomster.
En promenadstig leder från parkeringen runt fallet och förbi "Trollhålet". Vid parkeringen finns också en kaffestuga med servering sommartid.

## Bilder

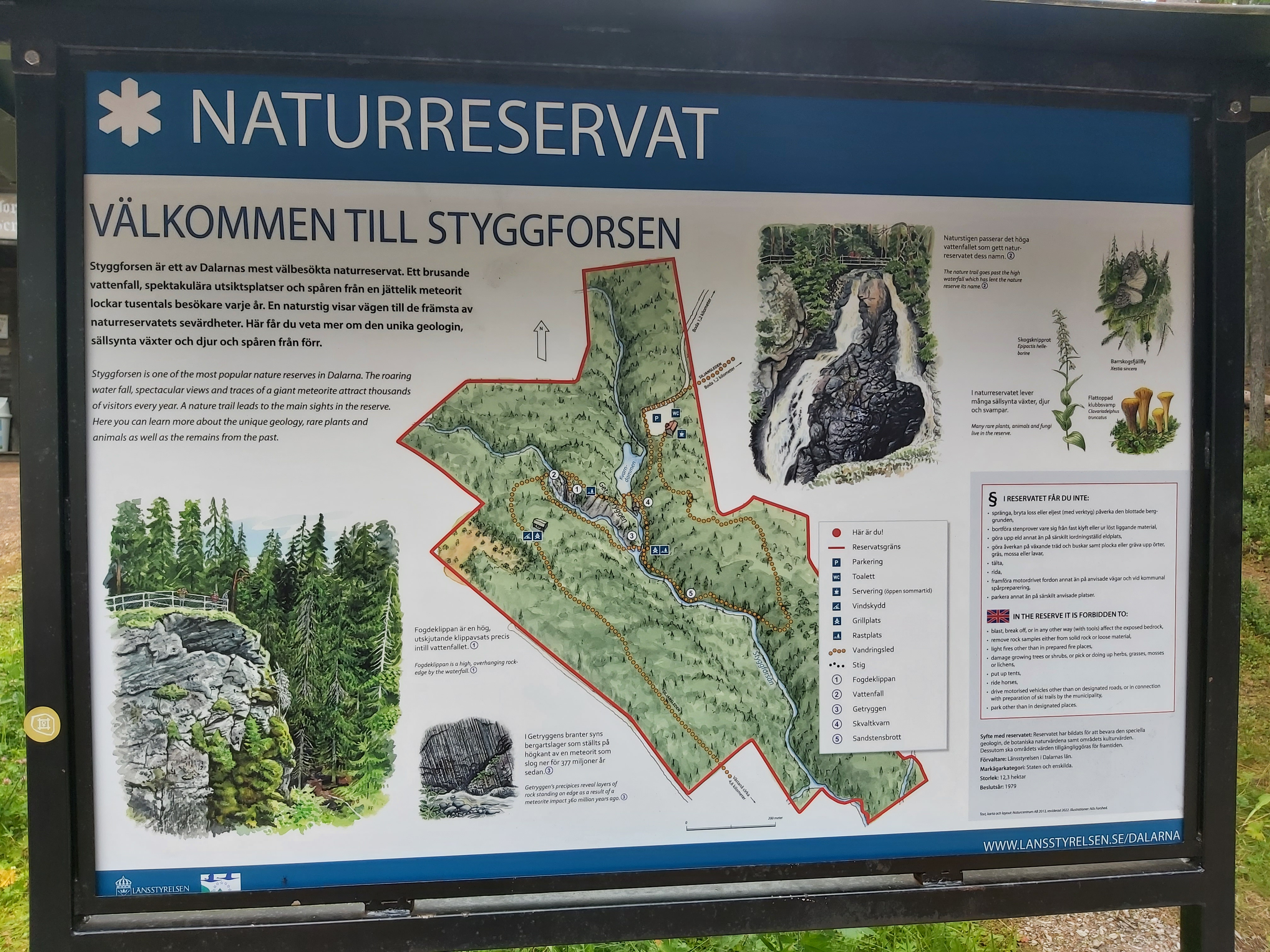
Informationstavla.
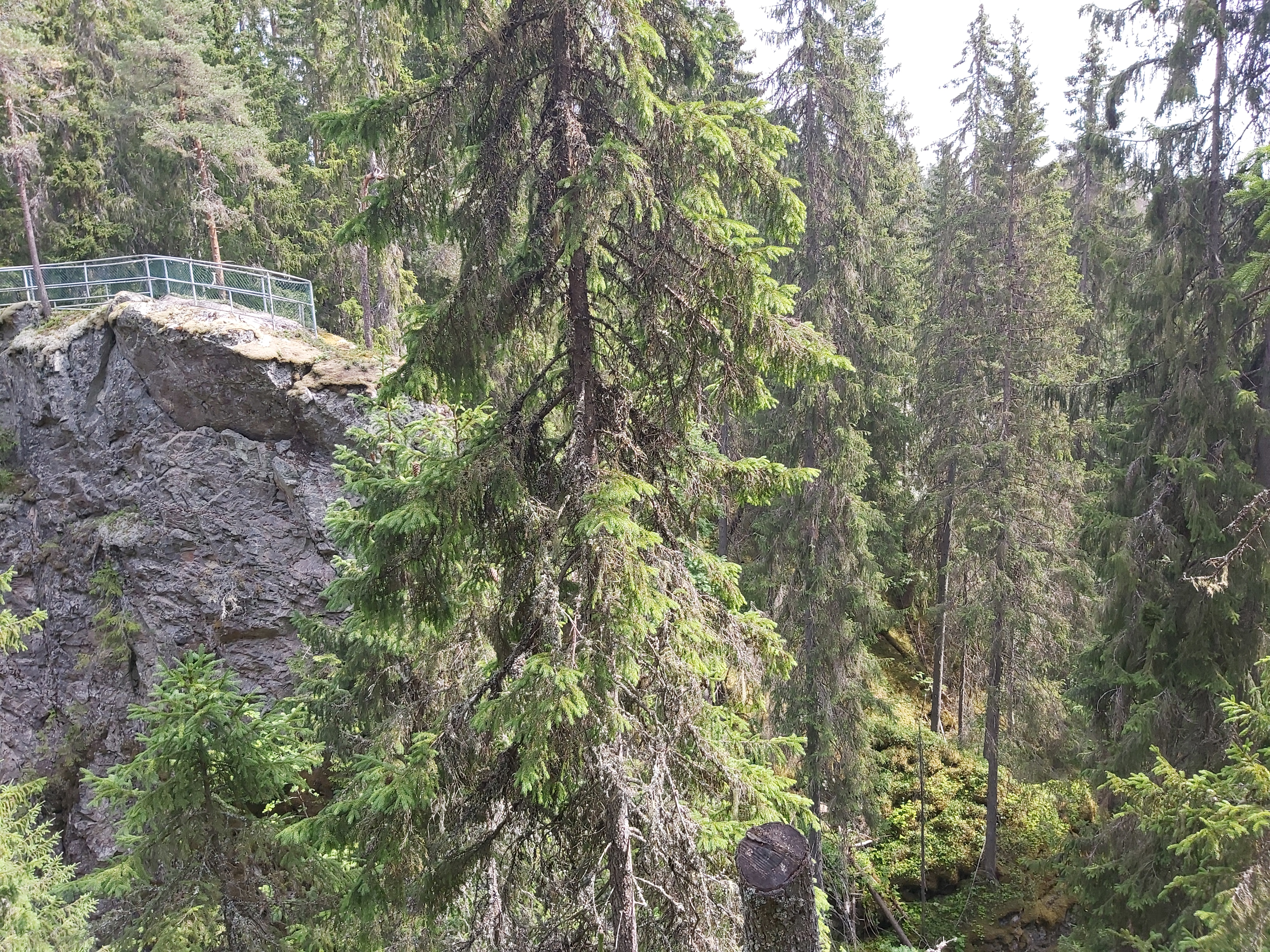
Fogdeklippan.
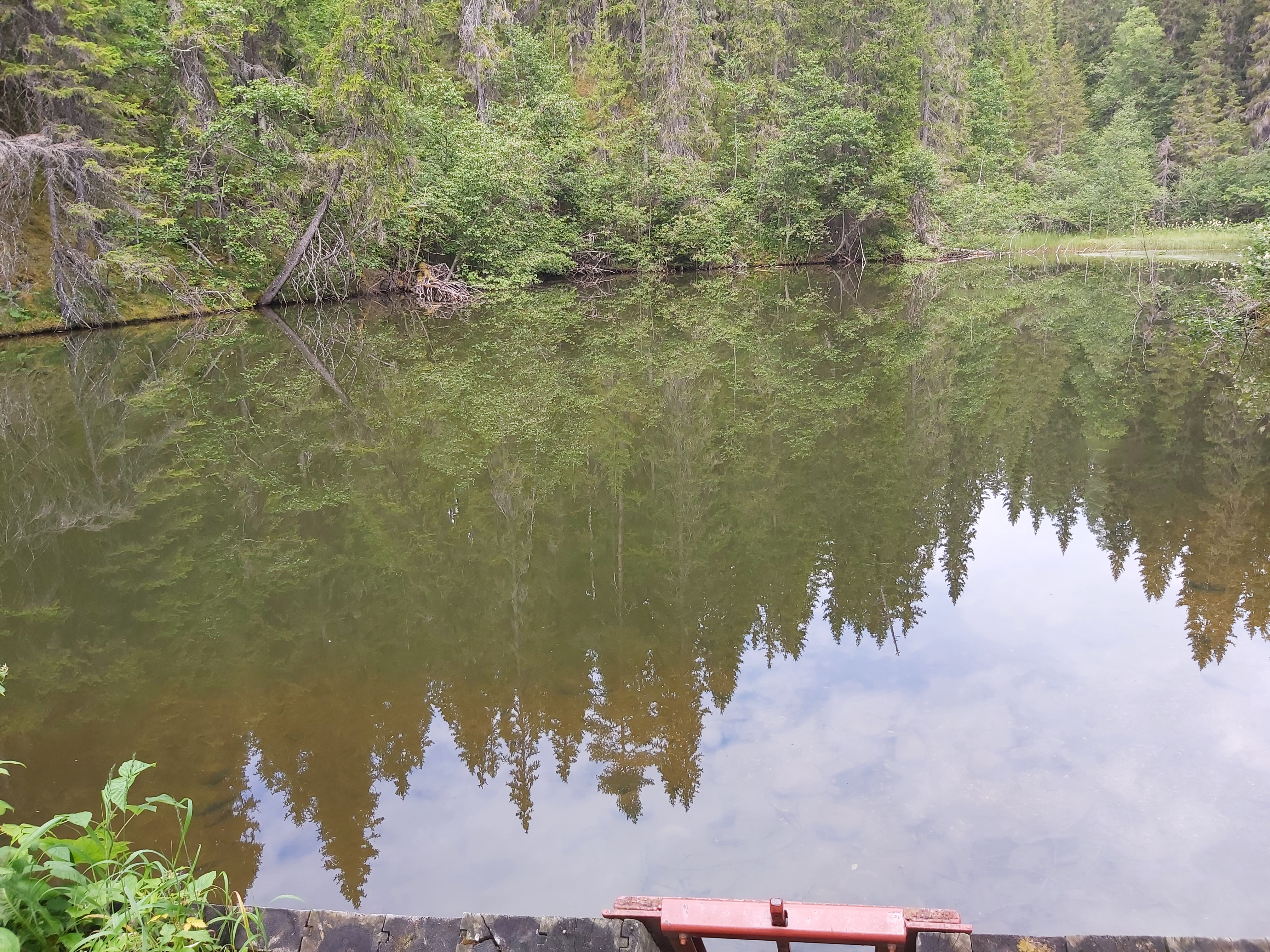
Kvarndammen.
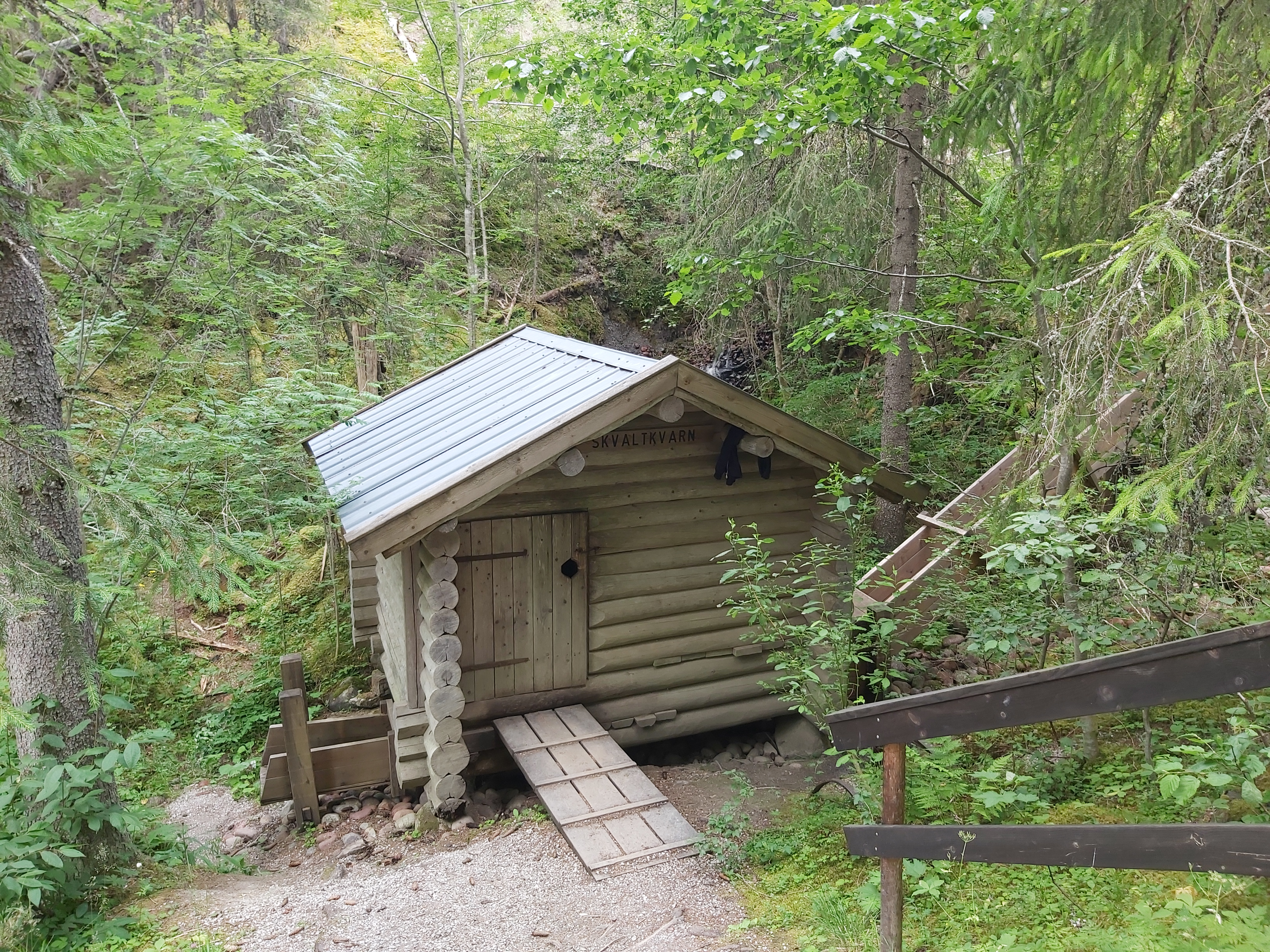
Skvaltkvarn.
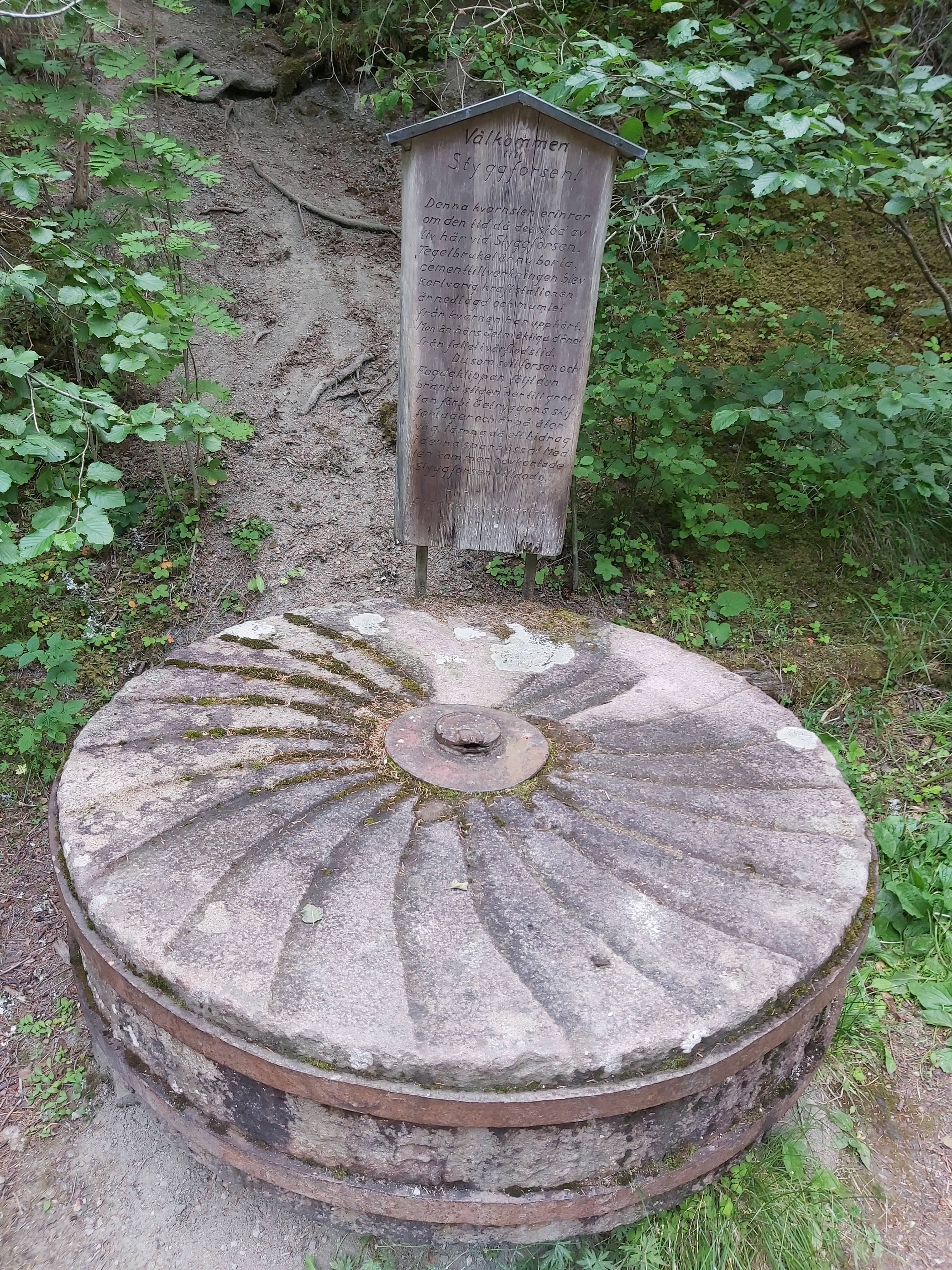
Kvarnhjul.
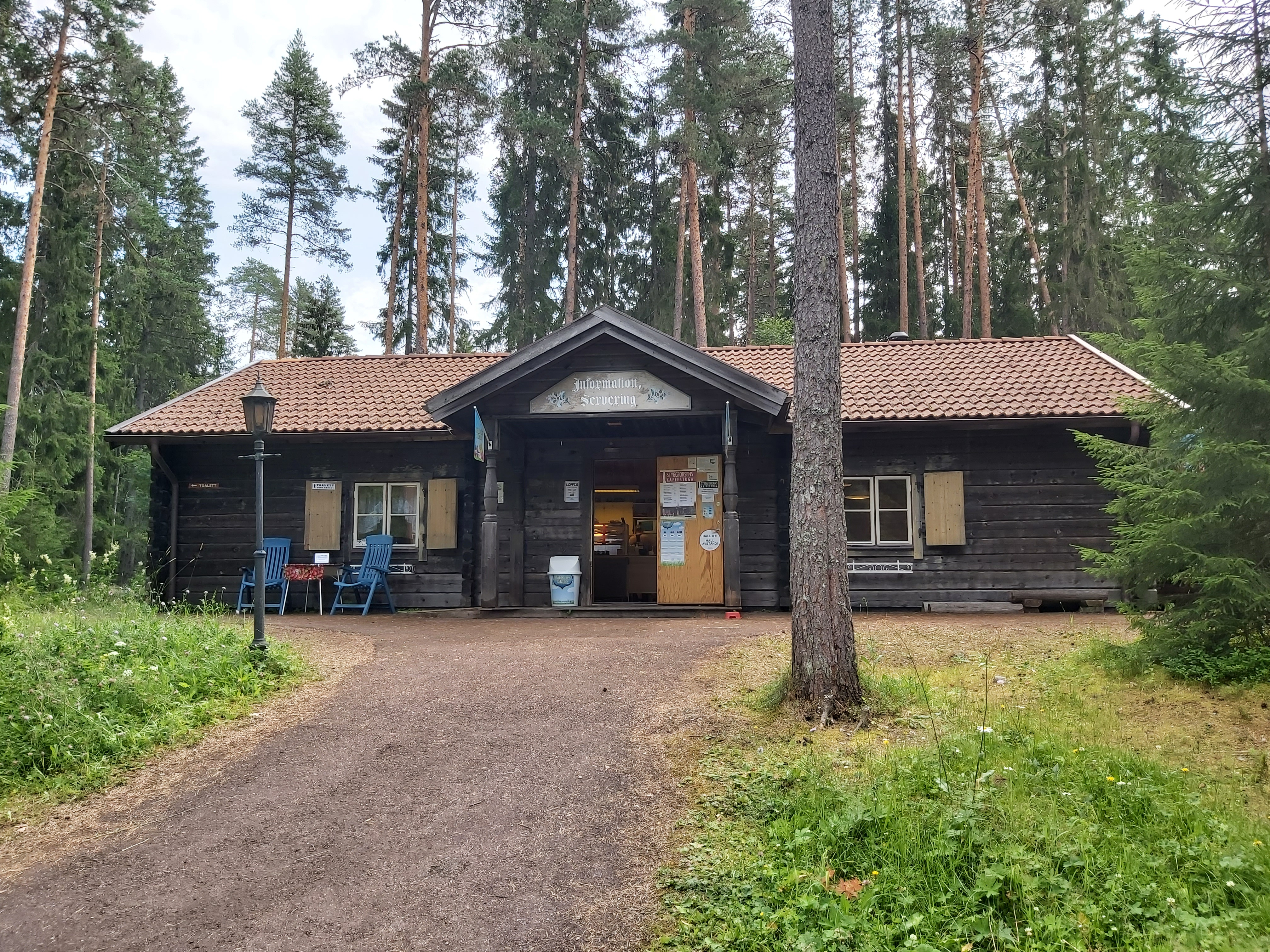
Kaffestugan.
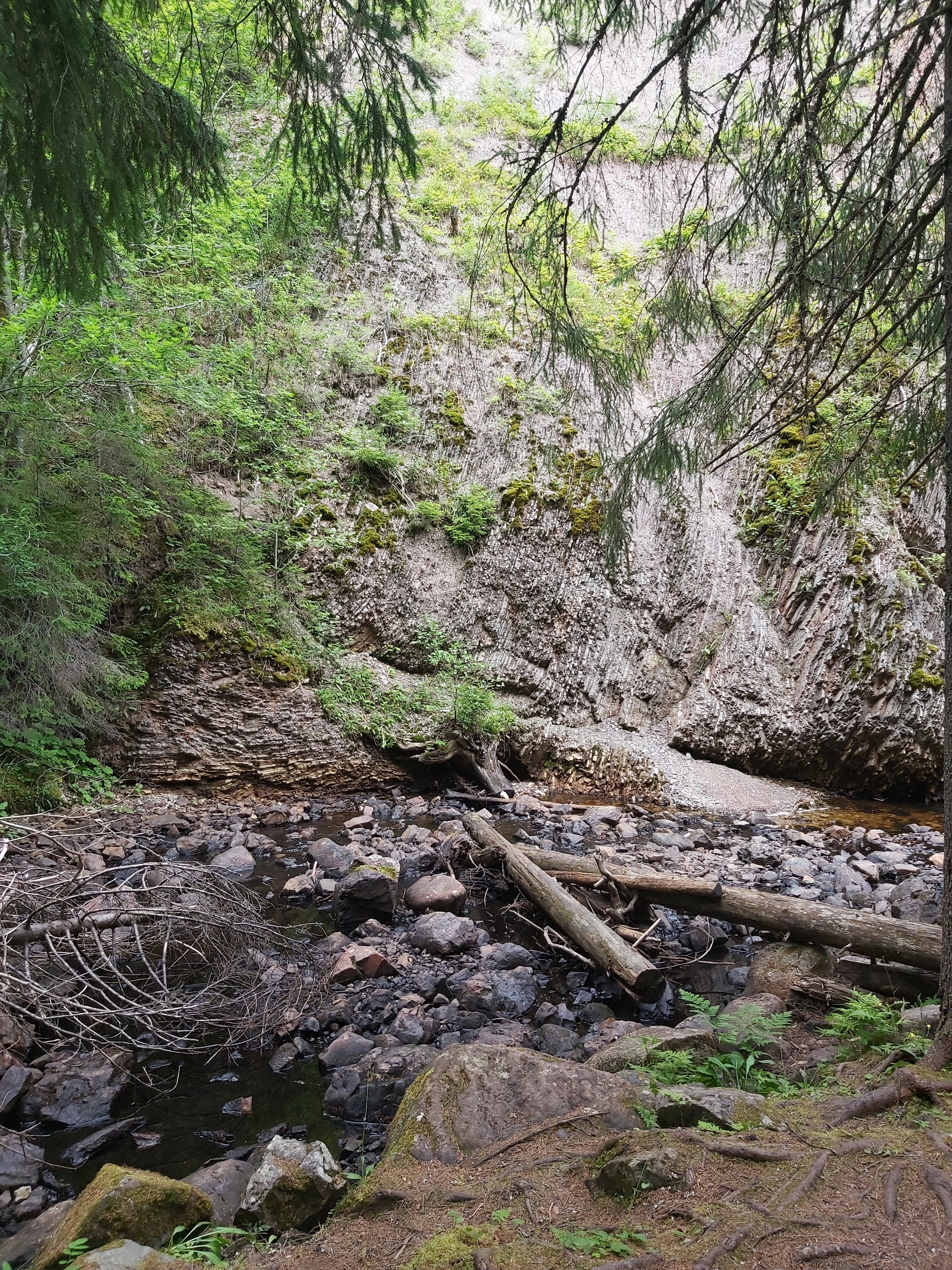
Styggforsån.
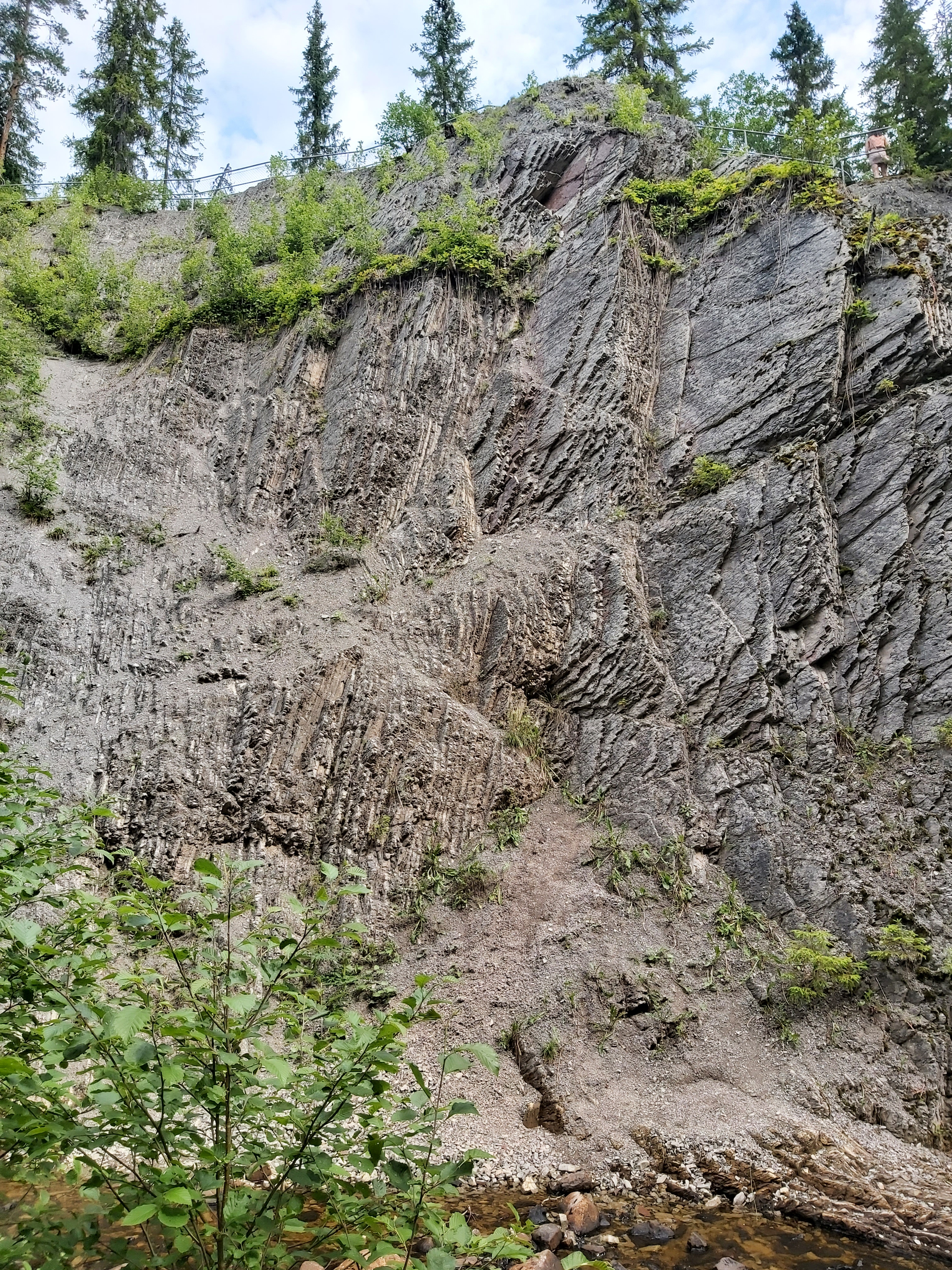
Getryggen.
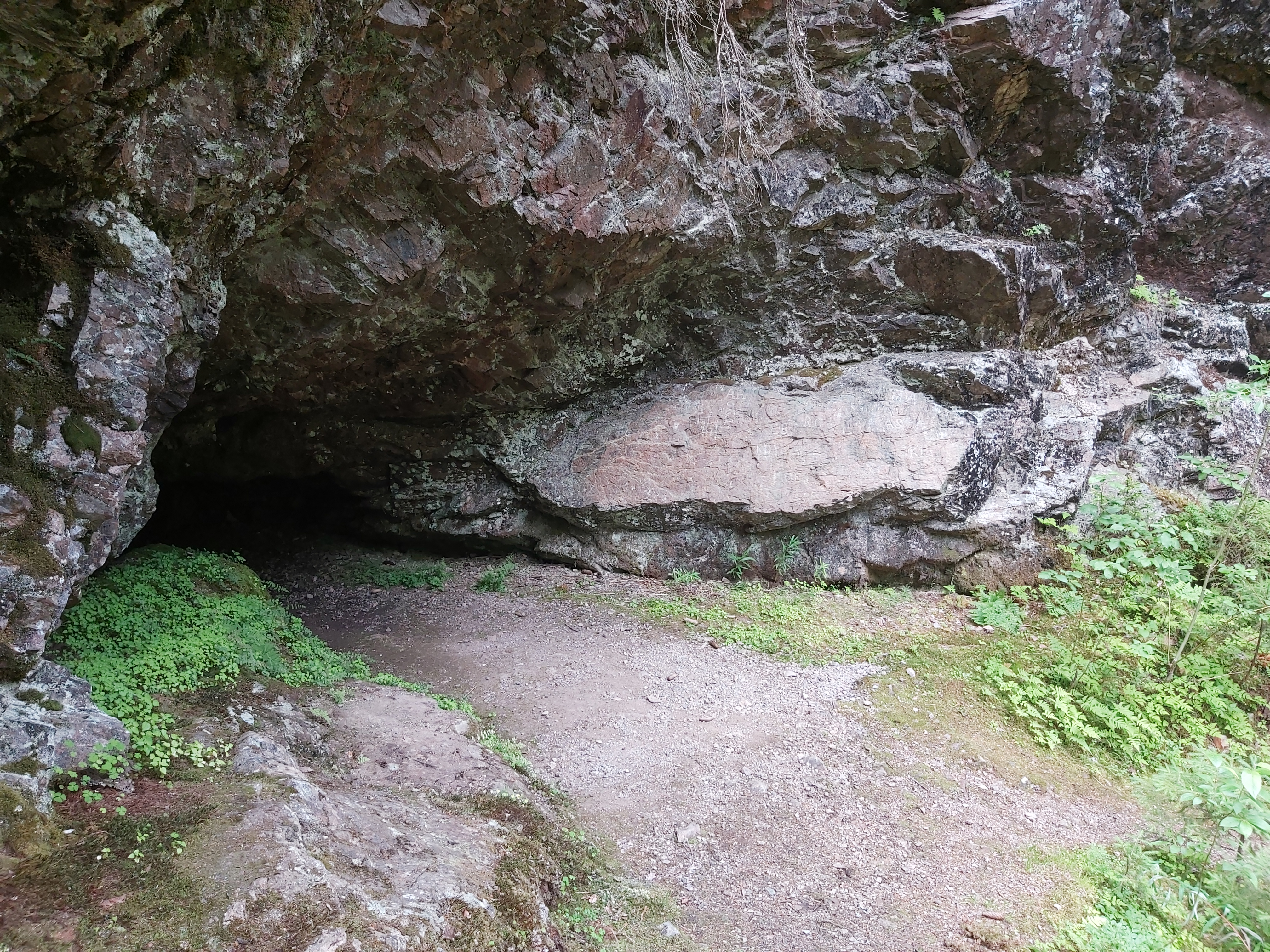
Grotta.
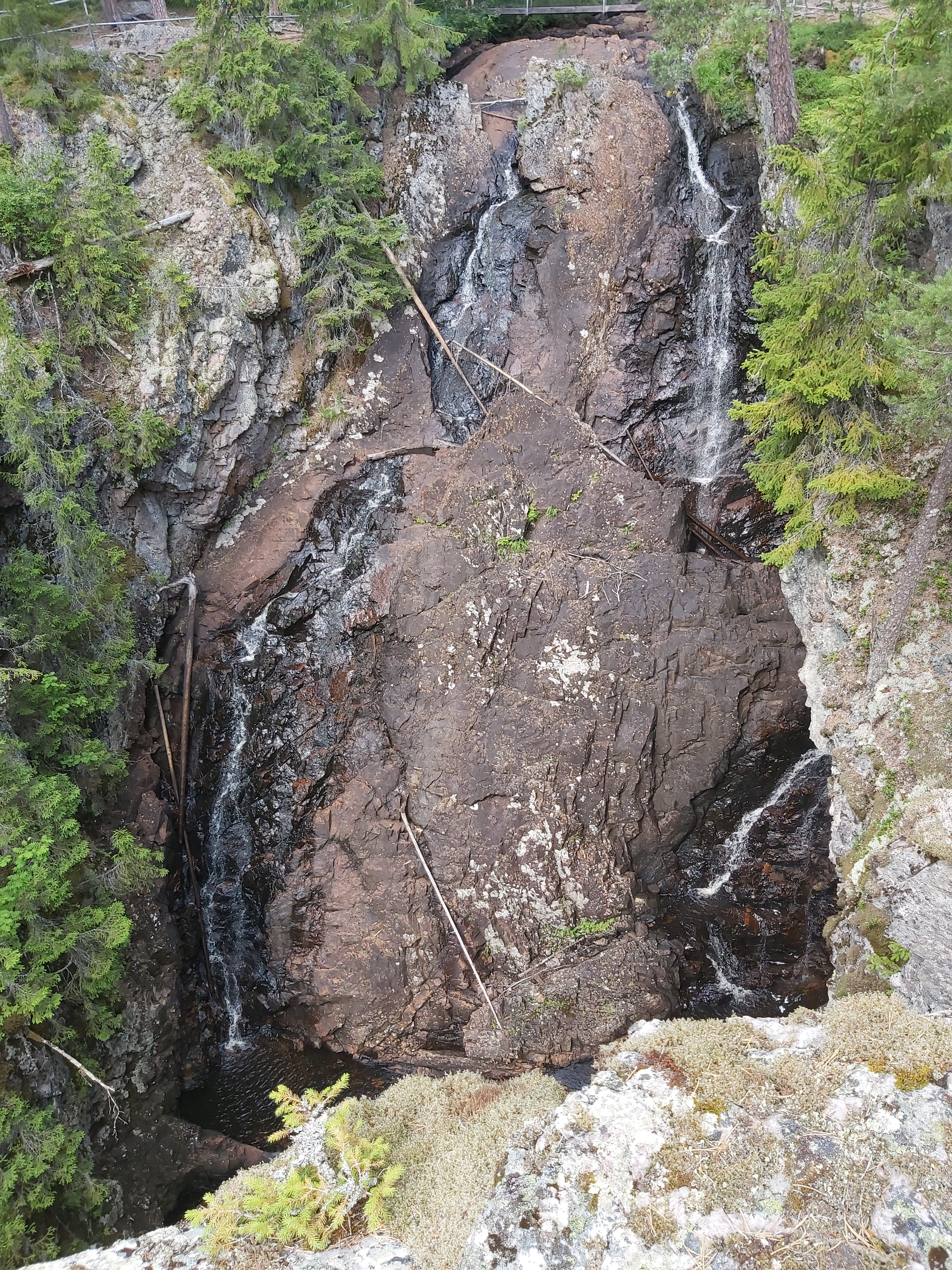
Vattenfallet.
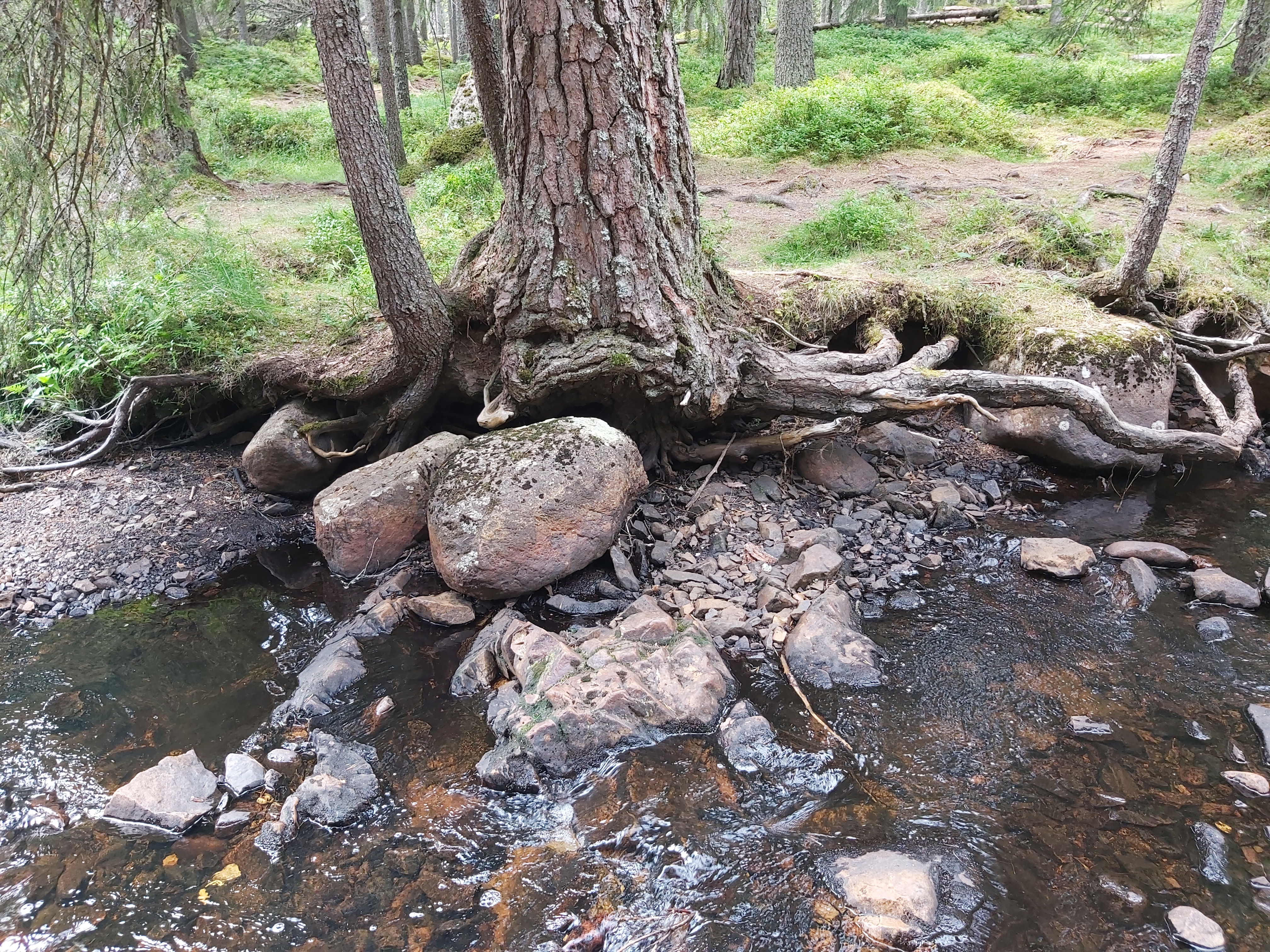
Styggforsån.